# الكحول في أستراليا

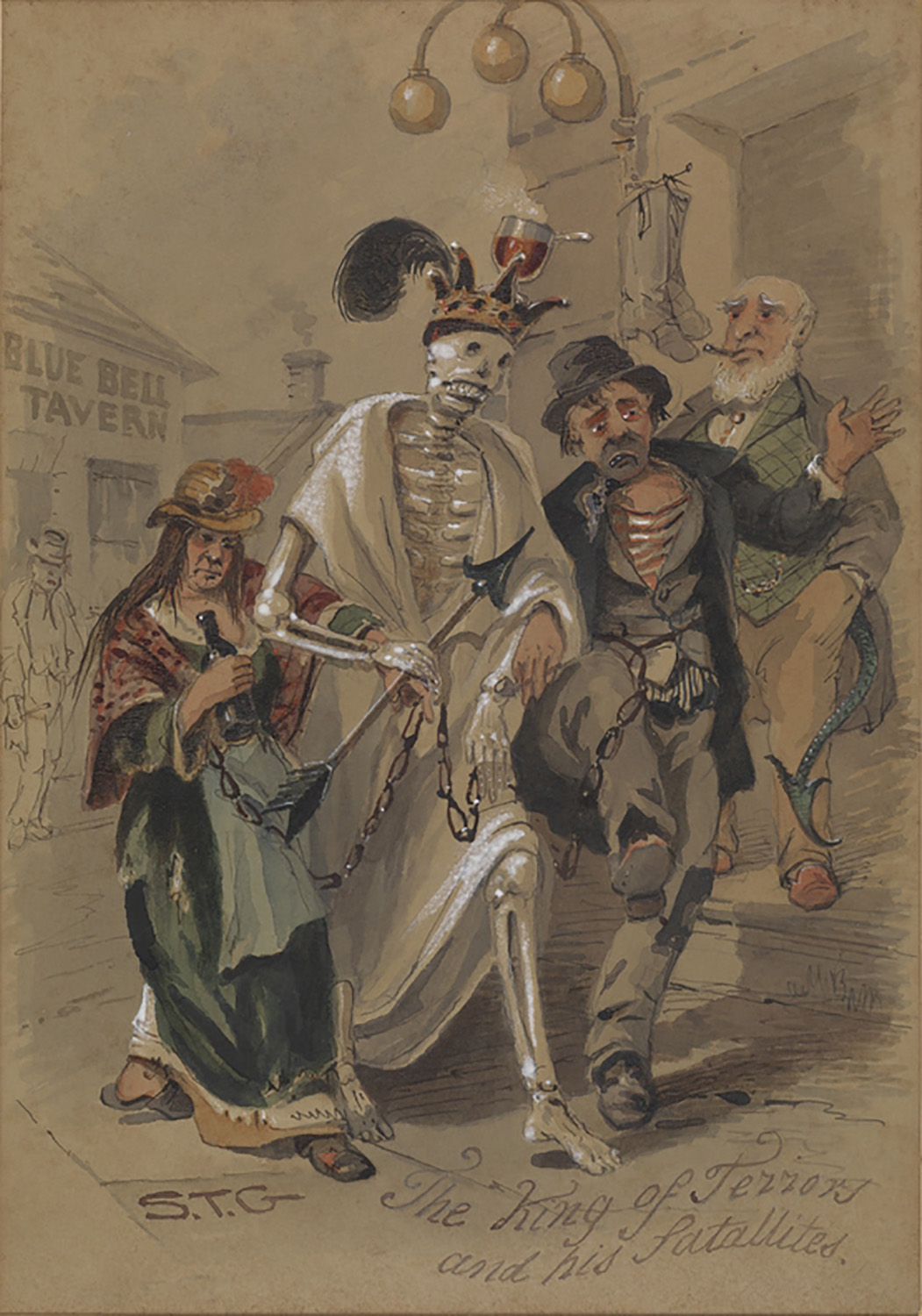
ملك الأهوال و اقماره.

يستهلك الكحول بنحو اعتيادي في أستراليا، إذ يتوفر في الحانات ومحلات بيع الخمور، وجميعها مؤسسات خاصة. وتشترى المشروبات الروحية (مشروب كحولي لا يحتوي على سكر إضافي، ويشكل الكحول نسبة 20 بالمئة من حجمه) من محلات بيع الخمور والحانات، بينما لا تبيع محلات البقالة مثل هذه المشروبات، رغم وجود محلات بيع كحول منفصلة في الأماكن نفسها. إن إستهلاك الكحول في أستراليا أعلى من معظم البلدان الأوروبية وعدد من البلدان في وسط آسيا وأفريقيا طبقًا لدراسات أجرتها منظمة الصحة العالمية، إذ إن استهلاك الكحول في أستراليا لا يقل عن أمريكا. يحتل الكحول المرتبة الثانية بعد التبغ بكونه من أكبر المسببات التي تؤدي إلى الموت ودخول المستشفيات في أستراليا، التي يمكن منعها. يقدم الكحول في المناسبات الاجتماعية والترفيهية، ويشجع شربه في معظم الأحيان، بينما يعد شرب الكحول جزءًا لا يتجزأ من الثقافة الأسترالية، ولكن الآثار المرتبطة بالإفراط في الشرب تؤثر في المجتمع بنحو واسع وليس الفرد فقط. وقدر في عام 2012، أن الأستراليين أنفقوا 14.1 مليار دولار سنويًا على الكحول.

## تاريخ
يعد شرب الكحول في أستراليا معيارًا للثقافة منذ الاحتلال. تقاضى المدانون لفترة من الزمن رواتب جزئية من الروم (مشروب كحولي مصنوع من مشتقات قصب السكر). وأدى توزيع الروم بين أعضاء فيلق نيوساوث ويلز إلى الاستيلاء المسلح الوحيد على حكومة أسترالية، وعرف لاحقًا بتمرد الروم عام 1808. عدَت المشروبات الروحية أكثر المشروبات الكحولية استهلاكًا في ثلاثينيات القرن التاسع عشر، مع تقديرات أولية أشارت إلى أن الشخص الواحد في نيوساوث ويلز يستهلك نحو 3.6 لتر من الكحول سنويًا. اكتسبت حركة الاعتدال في ثلاثينيات القرن التاسع عشر أتباعًا جددًا في المستعمرة، وبلغت ذروتها في الحرب العالمية الأولى والكساد الكبير. حظر بيع الكحول في العاصمة الأسترالية بين عامي 1910 و1928. أجريت أربعة إستفتاءات في أستراليا الغربية بشأن حظر الكحول، متضمنةً استفتاءً واحدًا في كل من السنوات 1911، و1921، و1925، و1950. أصدِرت -في عام 1837- قوانين تمنع حصول السكان الأصليين على الكحول، إذ أصبح الإفراط في شرب الكحول مشكلة. جرت محاولة لحظر الكحول في غولدفيلد في فيكتوريا عام 1852. وكان هذا العامل الرئيسي لازدهار أماكن بيع الكحول بصفة غير قانونية. أجبرت مؤسسات بيع الخمور في معظم الولايات الأسترالية على الإغلاق بحلول الساعة السادسة مساءً في محاولة فاشلة لتقليل تأثير الكحول على المجتمع. نتج عن هذه التدابير إفراط في الشرب في الساعة التي تسبق الإغلاق عرفت باسم سيل الساعة السادسة. وكان هنالك زيادة في استهلاك الجعة في أستراليا في العقد الذي تلا الحرب العالمية الثانية. انخفضت شعبية الجعة منذ الستينيات، بينما ازدادت شعبية النبيذ. ازداد استهلاك الكحول منذ منتصف الستينيات، وحتى أوائل الثمانينيات، إذ بدأ بعدها بالإنخفاض حتى وصل إلى مستوى يتناسب مع عام 1961 في 2003. بلغ الاستهلاك ذروته في 1974 و1975، إذ استهلك الفرد الواحد 13.09 ليتر من الكحول.قامت كل من مرل ثورنتون وروزالي بوغنر بربط نفسيهما بالسكك الحديدة في فندق ريجاتا في بريزبان باستخدام سلاسل كلاب اعتراضًا على القوانين التي تستثنيهم لكونهم نساءً من الشرب مع الرجال في الحانات العامة. اخترع توماس أنغوف صانع نبيذ في جنوب أستراليا عام 1965 علبة النبيذ أو برميل النبيذ. وشهدت الأربع عقود التي تبعتها زيادة في استهلاك الفرد للنبيذ، وانخفض استهلاك الجعة. مع ذلك، لوحظت زيادة في القيمة السوقية لمبيعات الجعة مع ازدياد شعبية الجعة المصنعة بحرفية (جعة تحضر بطرق وأساليب مختلفة). قدمت كوينزلاند في عام 2005 محاكمة لإغلاق ثلاث مراكز ترفيهية للحد من حالات العنف المرتبطة بالكحول بعد أن شهدت هذه الأماكن منع ثلاثة رعاة من الدخول مجددًا بعد الساعة الثالثة صباحًا. وبادرت نية صباحًا. شهد تجمع ملبورن للموسيقى الحية عام 2010 احتجاجًا عامدينة فيكتوريا -في عام 2008- بخطوة مشابهة، عرفت باسم إغلاق الساعة الثامًا على الآثار المزعومة لقوانين ترخيص محلات بيع الخمور.